# Mecometopus latecinctus
Mecometopus latecinctus là một loài bọ cánh cứng trong họ Cerambycidae.